# 八甲人
八甲人，为中国未识别民族之一，主要分布在云南省西双版纳州勐海县勐阿镇和勐混镇等地。
2010年，西双版纳州向其省政府提交《西双版纳州人民政府关于老品人八甲人族类归属的请示》，请求调研八甲人之归属。2011年，中国国家民委和云南省政府下文批复，将勐混的八甲人划归为布朗族、将勐阿的八甲人归为了傣族。